# Uitwijzing van Aziaten uit Oeganda

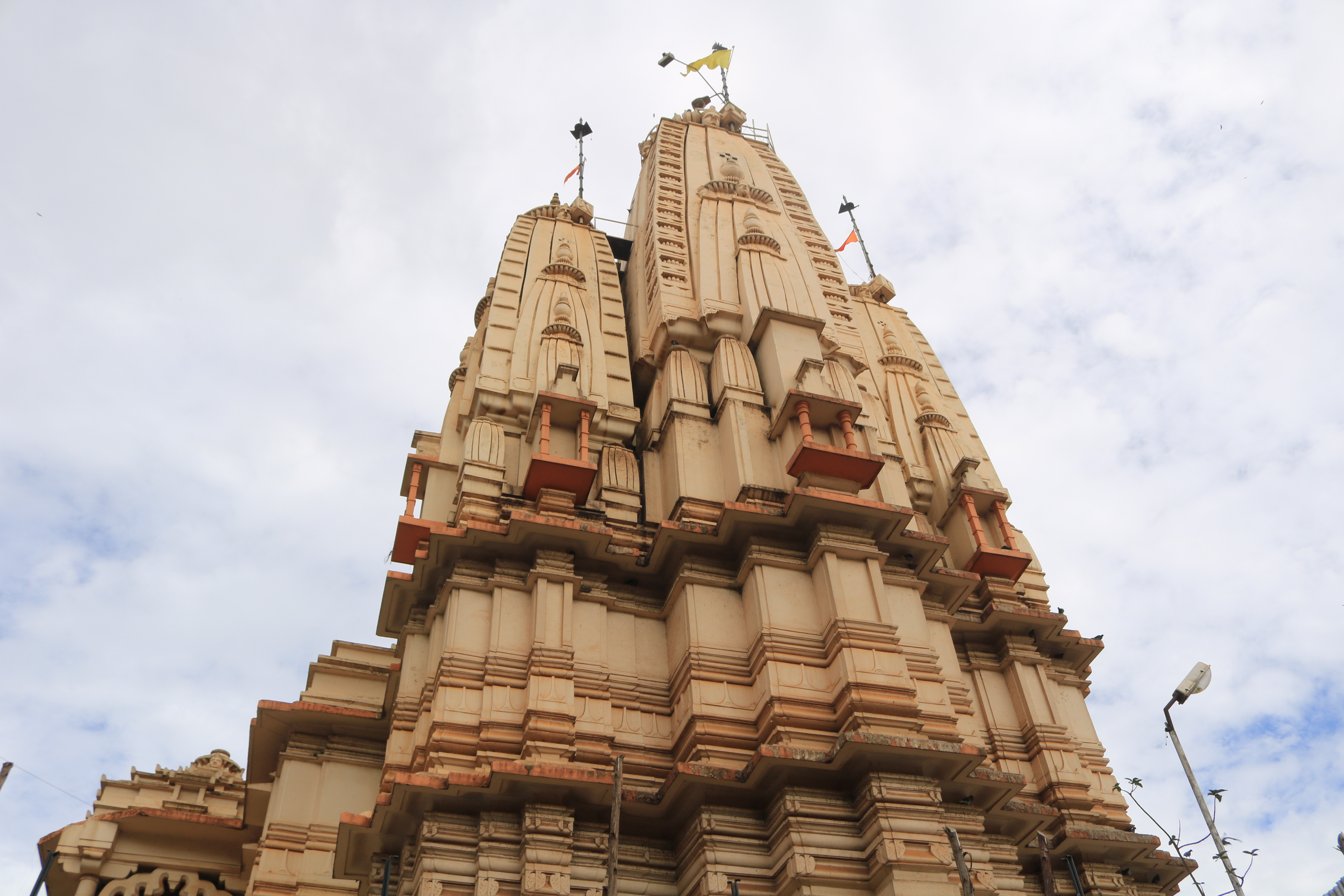
Een hindoetempel in Kampala

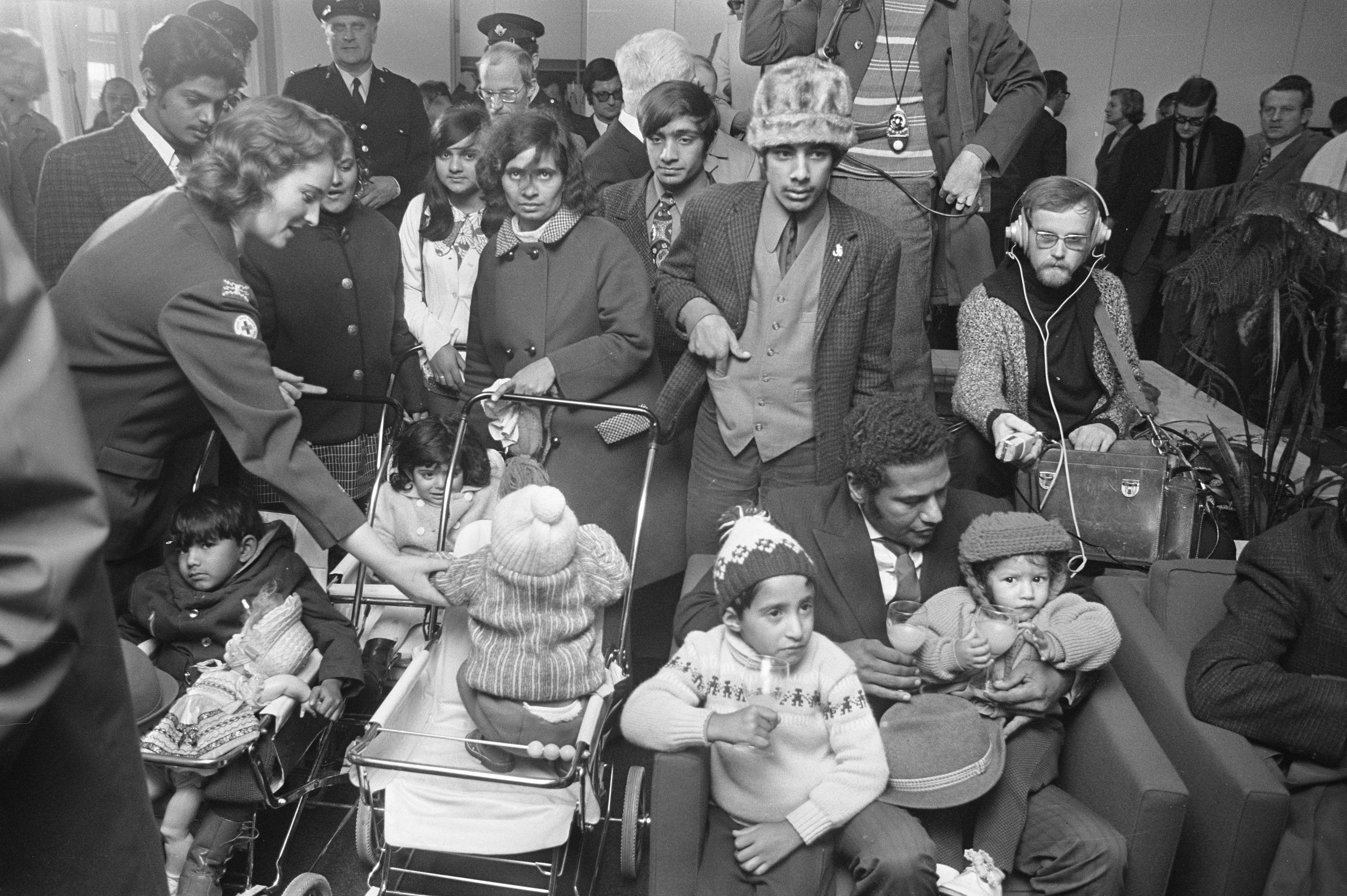
Aziatische vluchtelingen bij hun aankomst in Nederland

De uitwijzing van Aziaten uit Oeganda vond plaats in 1972 onder het presidentschap van Idi Amin. Ongeveer 80.000 personen van Aziatische origine werden verplicht het land binnen drie maanden te verlaten.

## Achtergrond
Oeganda, dat voor de onafhankelijkheid in 1962 een Britse kolonie was, kende een belangrijke Aziatische minderheid. Het ging om nazaten van inwoners van het voormalige Brits-Indië die rond 1900 naar Oost-Afrika waren getrokken, onder andere als arbeiders bij de aanleg van spoorwegen. Het ging niet om een homogene bevolkingsgroep. De meesten spraken Gujarati of Punjabi, en het waren hindoes, moslims, sikhs of jaina's. Deze Aziaten en hun nakomelingen hadden de cultuur uit hun thuisland behouden en leefden gescheiden van de Afrikanen. Omdat ze geen landrechten hadden, hadden de meesten zich toegelegd op de detailhandel en waren ze relatief welvarend.
Al onder het regime van Milton Obote was er begonnen aan afrikanisering. Hij was overgegaan tot de uitwijzing van alle Kenianen uit Oeganda. De Aziaten werden de zondebok voor de slechte economische toestand van het land. De Aziatische minderheid kreeg het nog moeilijker nadat in 1971 Idi Amin met een staatsgreep aan de macht was gekomen. Zijn soldaten persten de Aziatische handelaren af en er was ook sprake van verkrachtingen en verdwijningen.

## Uitwijzing
Op 5 augustus 1972 verklaarde president Idi Amin dat de 80.000 Aziaten binnen drie maanden het land moesten verlaten. Dit aantal omvatte ook de Aziaten met enkel de Oegandese nationaliteit. Amin verweet de Aziaten hun eigen belang boven het landsbelang te stellen, onder meer door deviezen het land uit te smokkelen. Op 18 september begon de uittocht. Groot-Brittannië liet na aarzeling toe dat Aziaten met een Brits paspoort (bijna 30.000 personen) zich vestigden in het Verenigd Koninkrijk. Deze groep was tegen 8 november geëmigreerd. Een andere belangrijke groep kreeg asiel in India. Een groep werd voorlopig opgevangen in een kamp nabij Wenen en werd daarna verdeeld over verschillende Europese landen, waaronder België en Nederland (ongeveer 300). Slechts een klein aantal Aziaten bleef achter.
De goederen van de uitgewezen Aziaten werden aangeslagen en verdeeld over militairen en aanhangers van de president. Later in 1972 werd ook het merendeel van de Europeanen, waaronder missionarissen, het land uitgewezen.

## Nasleep
De uitwijzing van de Aziaten betekende een aderlating voor de Oegandese economie. Verder had het tot gevolg dat het Verenigd Koninkrijk alle hulp aan Oeganda stopzette. 
In 1986, nadat voormalig rebellenleider Yoweri Museveni aan de macht was gekomen, werden de uitgewezen Aziaten uitgenodigd zich terug te vestigen in Oeganda.